# Голуб Андрій Матвійович
Андрій Матвійович Голуб (19 листопада 1918, с. Заріччя, Білоцерківського р-ну Київської області, нині м. Біла Церква — 11 квітня 1977, Київ) − український хімік, термінолог, громадсько-політичний, освітній діяч, український патріот, творець сучасної хімічної термінології і номенклатури неорганічної хімії, завідувач кафедри неорганічної хімії, професор, доктор хімічних наук.

## Життєпис

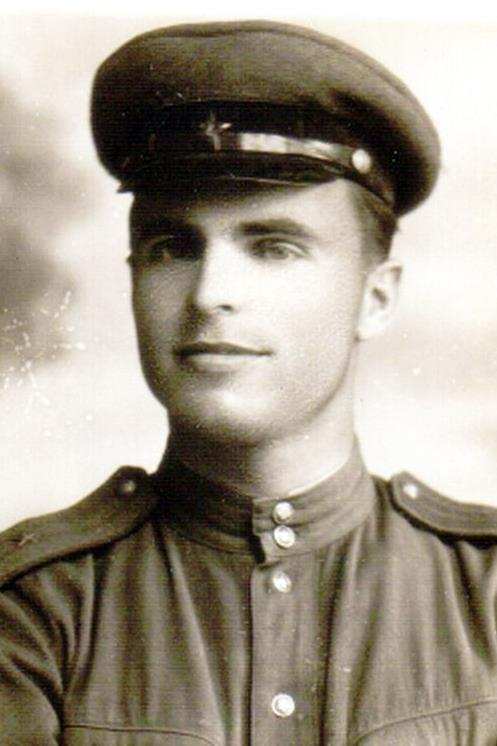
1945 рік, Литва

Народився 19 листопада 1918 р. в с. Заріччя Білоцерковського району Київської області. В школі навчався на відмінно. 1937 року вступив на хімічний факультет Київського державного університету, який закінчив з відзнакою у 1942 році у м. Кзил-Орда, куди університет був евакуйований. З 1942 року після закінчення курсів хімічного захисту РКЧА у м. Ташкент — у діючій армії на фронтах ІІ Світової війни. Службу почав лейтенантом на західному фронті, а закінчив на Далекому Сході (1946) у чині майора на посаді начальника хімслужби артилерійського корпуса.
Вступив до аспірантури на хімічний факультет по кафедрі аналітичної хімії (1947 р.). З 1950 р. на посаді асистента кафедри неорганічної хімії. Після захисту кандидатської дисертації «Вивчення галогенідних комплексів металів» (1951 р.) переведений на посаду доцента, а з 1959 — завідувач кафедри неорганічної хімії Київського державного університету імені Тараса Шевченка. У 1961 р. у Москві (Институт общей и неорганической химии АН СССР) захистив докторську дисертацію «Вплив зовнішніх умов на утворення комплексів та молекулярних сполук». З 1959 р. по квітень 1977 р. завідував кафедрою неорганічної хімії Київського державного університету.

Могила Андрія Голуба, Байкове кладовище

Помер після важкої хвороби 11 квітня 1977 р. у Жовтневій лікарні, похований разом з дружиною на Байковому кладовищі.

### Родина
- Дружина — лікар, завідувачка студентської поліклініки університету ім. Т. Г. Шевченка Ада Голуб (1921—2015).
  - Син — хімік, термінолог, педагог, доктор хімічних наук Олександр Голуб (нар. 1951).
  - Донька — філолог Олена Найдюк.

## Науковий доробок
Творець української хімічної наукової термінології та номенклатури в неорганічній хімії. Автор більше 400 наукових та науково-методичних праць, серед яких «Систематика і номенклатура в неорганічній хімії» (1959), «Рідкісноземельні елементи» (1965), перший післявоєнний університетський підручник українською мовою «Загальна та неорганічна хімія» (в двох томах, 1969,, 1971), «Основи координаційнох хімії» (у співавторстві, 1977 р.), «Химия псевдогалогенидов» (німецькою Chemie der Pseudohalogenide два видання: Berlin, Heidelberg, 1979 р., «Химия псевдогалогенидов» російською К. 1981 р., англійською Chemistry of pseudohalogenides 1986 р. мовами). Заснував три наукових напрямки кафедри неорганічної хімії, якими плідно керував: 1)дослідження комплексоутворення в неводних і змішаних розчинах та синтез нових координаційних сполук, 2)синтез і фізико-хімічні дослідження жаростійких оксидних матеріалів для потреб нової техніки, 3)комплексна переробка мінеральної сировини та утилізація відходів виробництв.
Серед інших розроблюваних питань: українська хімічна термінологія, систематика і номенклатура в неорганічній хімії, Періодичний закон Д. І. Менделєєва (нове формулювання та філософські висліди) та нові форми Періодичної системи хімічних елементів, а також історія хімії та роль видатних вчених в історичному становленні хімічної науки.
Підготував 4 докторів та більше 40 кандидатів наук, які працювали і працюють в Україні, Грузії, Узбекистані, Туркменії, В'єтнамі, Німеччині, Канаді, Білорусі, Росії (зокрема Віктор Скопенко, Марк Мохосоєв, Валентина Калібабчук, Сергій Неділько, Віктор Максін, Олександр Перепелиця, Павло Попель, Володимир Кокозей, Іван Мулярчук, Ігор Войтко, Нгуен Чонг Уен, Ау Ван Лонг, Фам Ван Ча).
Був організатором кількох всесоюзних та республіканських конференцій і, зокрема, І Всесоюзної конференції по хімії неводних розчинів (1968 р.), І Всесоюзної конференції по термостійким сполукам на основі оксидів металів (1972 р.), Х Всесоюзної Чугаєвської конференції з координаційної хімії (1969 р.), ІІІ Всесоюзної конференції по хімії комплексних сполук мангану, кобальту, нікелю (1974 р.) тощо. Був головою Київського обласного правління Всесоюзного хімічного товариства ім. Д. І. Менделєєва (1965—1975 р.р.), деканом Київського міського університету вчителів (1964—1976), членом редколєгії Українського хімічного журналу (1961—1977) та журналу «Знання та праця» (1967—1977). Читав курси «Загальна та неорганічна хімія», «Хімія рідкісних елементів», «Неорганічна хімія», «Історія хімії», «Вибрані глави неорганічної хімії», «Неорганічний синтез».

## Нагороди
- «Орден Красной Звезды»
- «Орден Отечественной Войны ІІ ст.»
- бойові та ювілейні медалі, похвальні та почесні грамоти
- Лауреат Державної премії України в галузі науки і техніки[6]

## Вшанування
- В м. Біла Церква, в районі Заріччя, одна з вулиць носить ім'я професора Андрія Голуба, а також 2 провулки, які відходять від цієї вулиці, 1-й і 2-й провулки Професора Андрія Голуба
- На фасаді школи № 13 м. Біла Церква (район Заріччя), де навчався Андрій Голуб, встановлено меморіальну дошку
- Лабораторія неорганічної хімії хімічного факультету Київського національного університету імені Тараса Шевченка носить ім'я професора Андрія Матвійовича Голуба, на ній встановлено меморіальну дошку.